# Tapetia pentapotamica
Tapetia pentapotamica är en insektsart som beskrevs av Anufriev 1993. Tapetia pentapotamica ingår i släktet Tapetia och familjen dvärgstritar. Inga underarter finns listade i Catalogue of Life.